# ميخايلو كوبولوفيست
ميخايلو كوبولوفيست (بالأوكرانية: Кополовець Михайло Михайлович)‏ (29 يناير 1984 بأوجهورود في أوكرانيا - ) هو لاعب كرة قدم أوكراني في مركز الوسط. لعب مع نادي بلشينا بوبرويسك ونادي كارباتي لفيف وFC Einheit Rudolstadt ‏ وFC Karpaty-2 Lviv ‏ وهوفيرلا أوجهورود ‏.

## وصلات خارجية
- ميخايلو كوبولوفيست على موقع اتحاد أوكرانيا (الإنجليزية)
- ميخايلو كوبولوفيست على موقع قاعدة بيانات كرة القدم.إي يو (الإنجليزية)
- ميخايلو كوبولوفيست على موقع Soccerway.com (الإنجليزية)
- ميخايلو كوبولوفيست على موقع عالم كرة القدم.نت (الإنجليزية)